# Шюкрие-султан
Хатидже́ Шюкрие́-султа́н (тур. Hatice Şükriye Sultan; 24 февраля 1906, Стамбул — 1 апреля 1972, там же) — османская принцесса, дочь наследника османского престола Юсуфа Иззеддина-эфенди, сына султана Абдул-Азиза.

## Биография
Хатидже Шюкрие-султан родилась 24 февраля 1906 года в особняке своего отца в Чамлыдже. Её отцом был Юсуф Иззеддин-эфенди, а матерью — Леман Ханым-эфенди. Она была старшим ребёнком из троих детей пары: помимо неё в семье был сын Мехмед Низамеддин-эфенди и Михришах-султан, младше её соответственно на два года и десять лет. Шюкрие приходилась внучкой султану Абдул-Азизу и его главной жене Дюрринев Кадын-эфенди.
Первым мужем Шюкрие-султан стал её троюродный брат Мехмед Шерафеддин-эфенди, сын Селима Сулеймана-эфенди и внук султана Абдул-Меджида I. Свадьба состоялась 14 ноября 1923 года в особняке Нишанташи. В марте 1924 года, после изгнания из Турции членов династии, Шюкрие с мужем переехала в Париж, где они жили до 1925 года, а затем в Бейрут, где они развелись в 1927 году.

Шюкрие (крайняя справа) среди других членов семьи османского султана на вилле Камаль в Маади, ок. 1938

4 сентября 1935 года Шюкрие вышла замуж за Ахмеда аль-Джабера ас-Сабаха в Каире, с которым развелась два года спустя.
10 февраля 1938 года она была помолвлена с Мидхат-беем, сыном Зивер-паши. Однако брак так и не был заключён. В 1944 году Шюкрие приняла сторону своего зятя Омера Фарука во время избрания главы дома Османов, однако в итоге главой стал Ахмед Нихад, внук Мурада V.
В апреле 1949 года Шюкрие вышла замуж за Мехмеда Шефика Зию (1894—1980), американского гражданина турецко-кипрского происхождения. В 1952 году она вместе с мужем и сестрой вернулись в Стамбул после отмены закона об изгнании принцесс. Шюкрие поселилась на вилле Чамлыджа.
Шюкрие-султан умерла 1 апреля 1972 года в возрасте 66 лет и была похоронена в мавзолее своего прадеда султана Махмуда II в Стамбуле. Мехмед Шефик впоследствии женился на Неслишах-султан, дочери Мехмеда Абдулкадира-эфенди.

## Награды
Хатидже Шюкрие получила следующие награды:
- Орден Дома Османов
- Орден Милосердия I степени
- Орден Почёта